# Eduard Hauser (Unternehmer)

Eingang zum Etablissement Eduard Hauser in der Spitalgasse zu Wien (vor 1900)

Das Etablissement Eduard Hauser in der Spitalgasse

Die Ziegelwerke von Eduard Hauser in Wien-Heiligenstadt und Nussdorf

Eduard Hauser (* 10. November 1840 in Wien; † 27. Februar 1915 ebenda) war ein österreichischer Steinmetzmeister und Begründer der modernen Steinmetzindustrie in Österreich.

## Biografie
Eduard Hauser war der Sohn des Steinmetzmeisters Franz Hauser. Nach dem Tod seines Vaters 1858 übernahm er als Geschäftsführer die 1791 gegründete Firma. Das Haupthaus war in der Spitalgasse 19 im 9. Bezirk. Ab 1863 unternahm er längere Studienreisen nach England und Deutschland.
Gemeinsam mit den großen Steinmetzfirmen Brandner und Wasserburger beaufsichtigte er als Bauleiter die Steinmetzarbeiten für das neue Hofoperngebäude in Wien. Hauser war daneben maßgeblich an den Steinmetzarbeiten vieler Prunkgebäude an der Wiener Ringstraße während der Gründerzeit verantwortlich.
Für die damaligen Verhältnisse führte er einen sehr modern eingerichteten und maschinell ausgestatteten Steinmetzbetrieb. Hauser erwarb Ziegeleien in Nußdorf und Heiligenstadt, 1907 Steinbrüche in Laas und Sterzing, in Mannersdorf am Leithagebirge und in Marzana bei Pola.
Für den Laaser Marmorbruch im Vinschgau erwarb er sich die Rechte und Konkursmasse von Fritz Zeller, der 1905 Insolvenz anmelden musste. Die anstehende Eröffnung der Vinschgauer Bahn ermöglichte es, große Massen an Marmor schneller und leichter zu transportieren. In Laas beschäftigte er bis zu 14 Bildhauer. Die ersten Marmorblöcke, die mit der Vinschgaubahn geliefert wurden, waren jene, aus denen die Löwen für die Münchner Feldherrnhalle gehauen wurden.

Werbung von Eduard Hauser (1907)

Hauser führte den schwedischen Granit ein und versuchte als erster in Österreich die maschinelle Steinbearbeitung. Durch die Einführung von Steindrehbänken und mechanischen Schleifereien wurde er zum Begründer der modernen Steinmetzindustrie in Österreich.
Hauser wurde vielfach geehrt und ausgezeichnet, er wurde unter anderen Kommerzialrat und später k.k. Hof-Steinmetzmeister.
Der Betrieb prosperierte, doch mit dem Ausbruch des Ersten Weltkrieges setzte die Stagnation ein. Nach dem Krieg konnte das Unternehmen nicht an die früheren Ergebnisse anknüpfen. Auf Grund der Konkurrenz und der geringen Nachfrage nach Bauten und Statuen aus Marmor in Österreich, bewogen die Erben Eduard Hausers, ihren Besitz im Vinschgau bis 1924 nach und nach aufzulösen.
Sein Grab befindet sich auf dem Heiligenstädter Friedhof (Teil A, Gruppe TO, Nr. 13).

## Arbeiten (Auswahl)

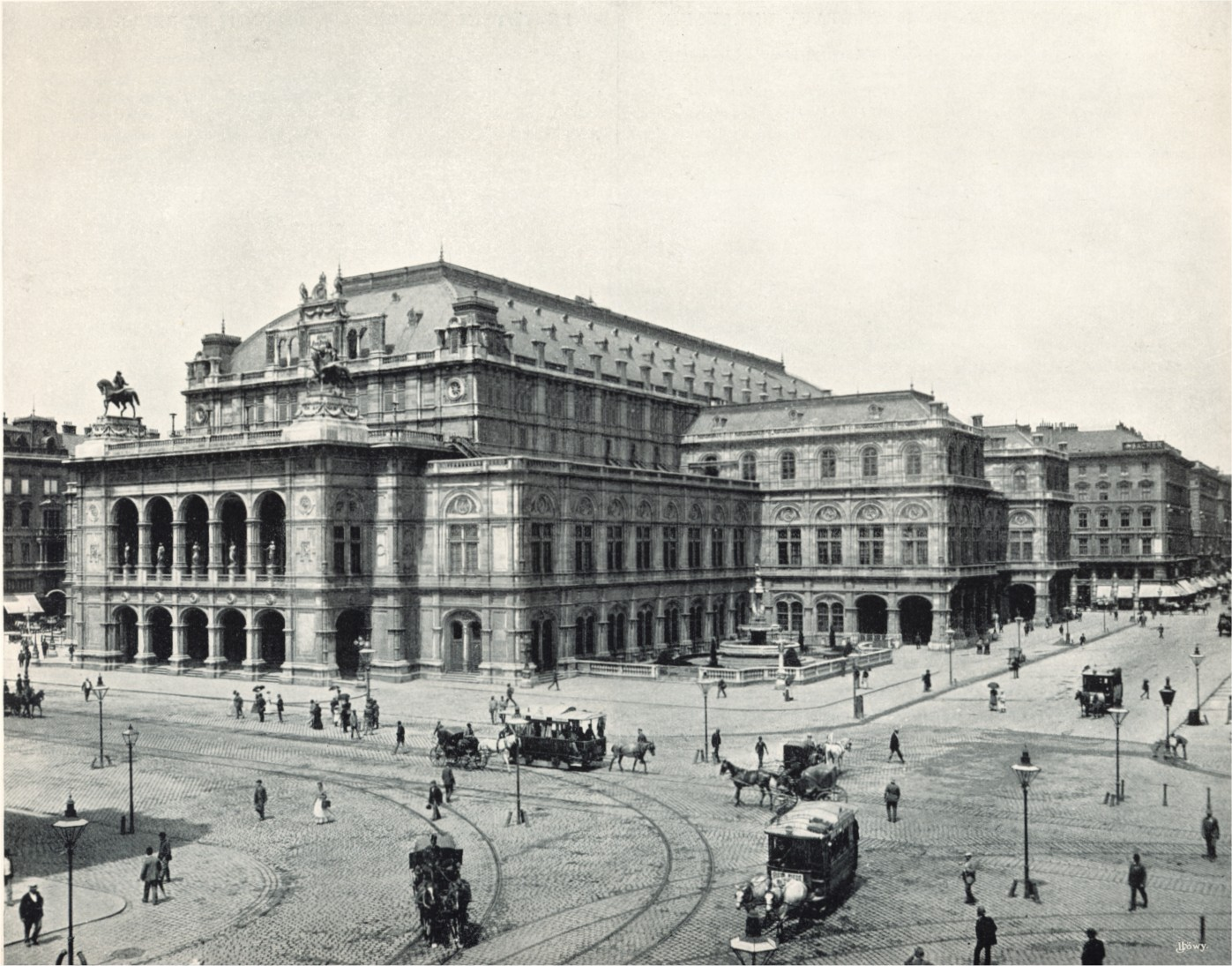
Hauser war maßgebend an den Steinmetzarbeiten am k.k. Hof-Operntheater beteiligt (1898)

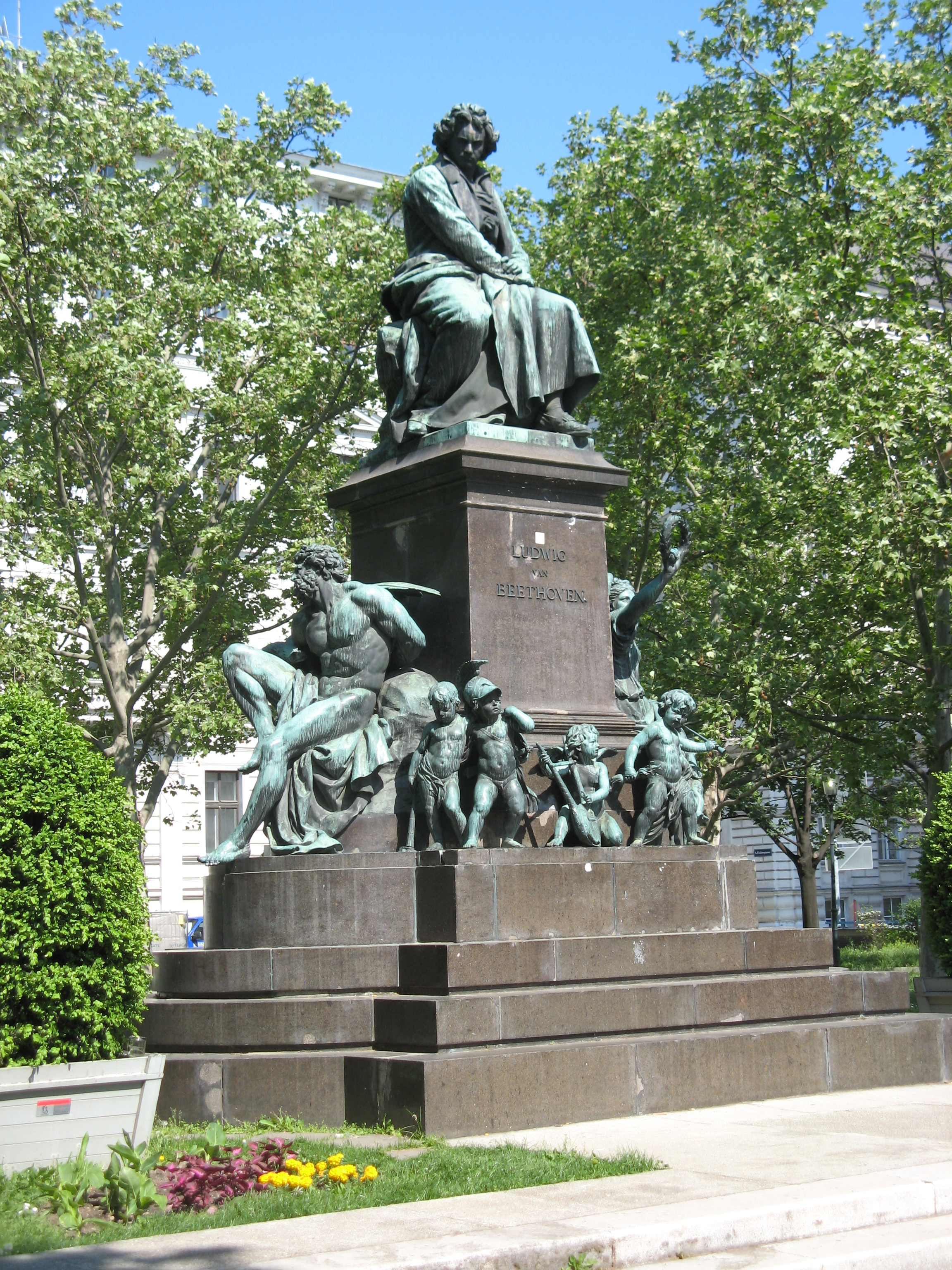
Beethoven-Denkmal

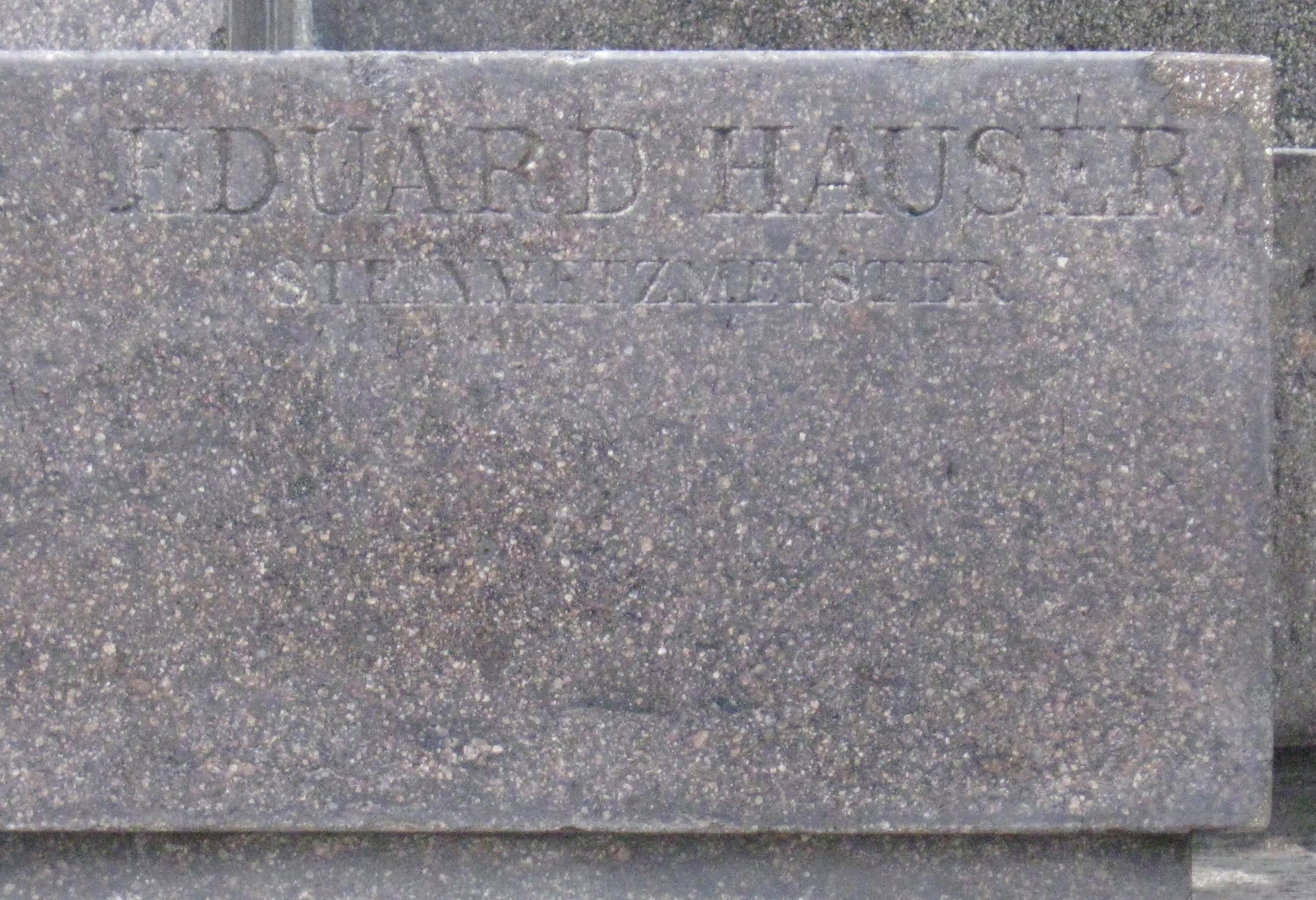
Inschrift am Beethoven-Denkmal

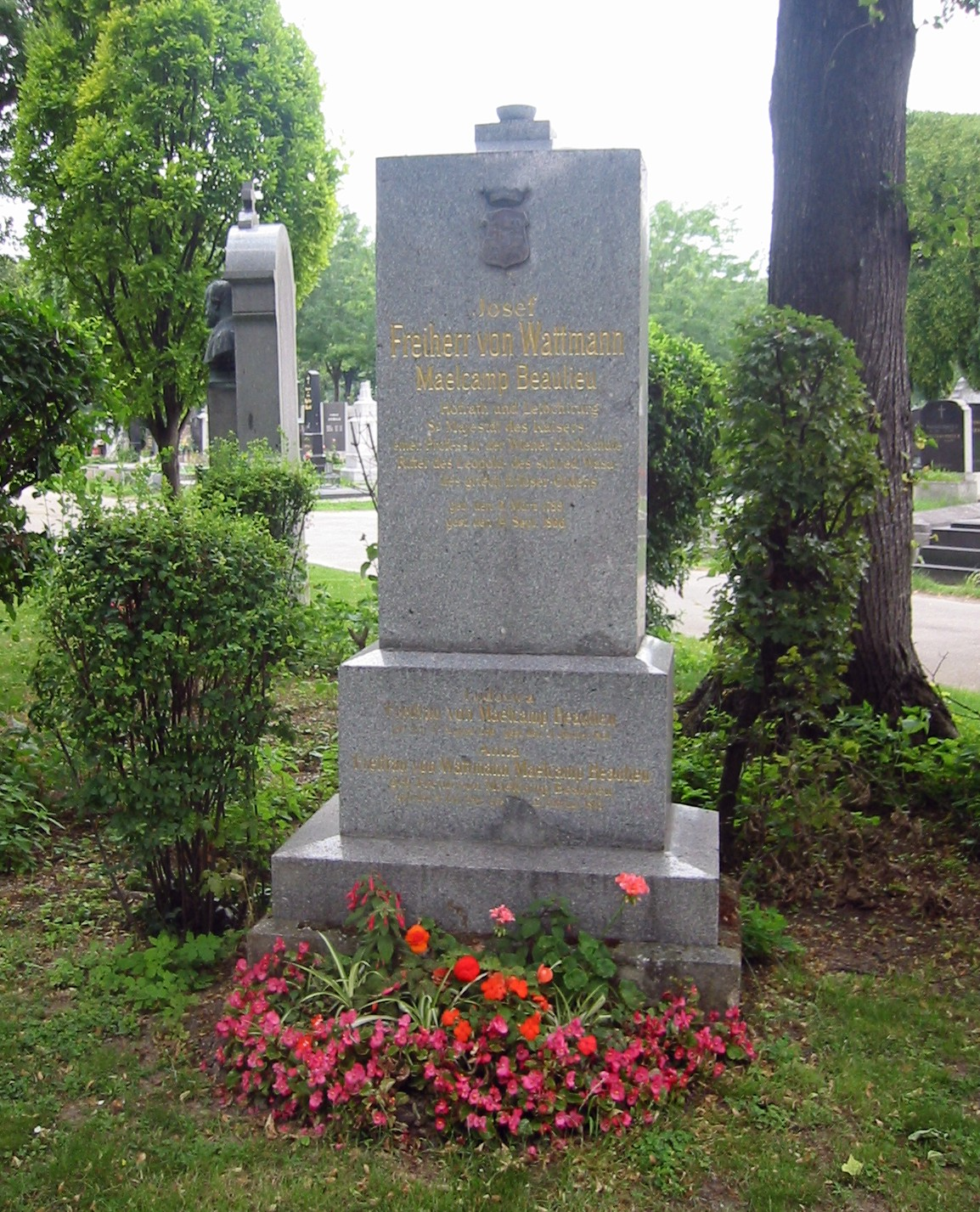
Grabmal von Joseph Wattmann von Maëlcomp-Beaulieu

Das Unternehmen Hauser war für die Steinmetzarbeiten an über vierzig Kirchen verantwortlich, unter anderem für die Dome in Brünn und Olmütz, die Kirche in Esseg und Wiener Neustadt.

### Bauten und Denkmäler in Wien
- Hofburg
- Hofoper
- Nationalbank
- Gebäude des (alten) Kriegsministeriums Am Hof; später Zentrale der ehemaligen Länderbank
- Haus der Industrie
- Technischen Hochschule (Erweiterungsbau von Karl König; 1907–09)
- Steinsockel des Beethoven-Denkmals am Beethovenplatz
- Steinsockel für den Karl-Borromäus-Brunnen

### Grabmäler
Eduard Hauser stellte unzählige Grabmäler her, viele davon befinden sich auf dem Wiener Zentralfriedhof, so die der Familie Thonet, Königswarter, Gutmann und das Mausoleum für den 1886 verstorbenen Eduard Wiener von Welten. Weiters stammen von ihm das Grabmal Musil in Zusammenarbeit mit dem Architekten Alexander von Wielemans (1843–1911), die Gruftkapelle Wessely nach dem architektonischen Entwurf von Klotz und mit den Reliefs von Theodor Khuen, das Grabmal Dingelstedt und das Grabmal Spanner.
- Gruppe O, längs der Friedhofsmauer, Nr. 7: Wilhelm Ritter von Haidinger. Einfacher Grabstein, Steinmetz Hauser.
- Gruppe O, Nr. 13: Johann Georg Müller, Architekt (von ihm die Pläne zur Altlerchenfelder Kirche) 1822–1849. Barockisierte Stele mit dem uns vom Beethovengrabmal her schon bekannten Sinnbild des Schmetterlings. Steinmetz Hauser.
- Gruppe O, Nr. 26: Wilhelm Jahn, Direktor des Operntheaters, Grabstein von Firma Hauser, Bronzereliefbildnis von Breitner.
- Gruppe O, Nr. 82: Anton Matosch. Auf achteckiger Säule Kreuz. Firma Ed. Hauser.
- Gruppe 5a, Reihe 4 Nr. 80/81: Eine schöne Gruppe von drei hohen Stelen. Die beiden Stelen links (Franz von Dingelstedt, Direktor des Burgtheaters, und Jenny Lutzer, gest. 1877) mit Palmette und Mohnkapsel im Giebel und Porträtköpfen in Relief. Bezeichnet: A. Loeher fecit. Die Stele rechts (Ernst Freiherr von Dingelstedt) von Ed. Hauser.[2]
- Gruppe 12D, Eckgruft: Grabmal Spanner. Von Draperie teilweise verhüllter Renaissancesarkophag auf hohem Postament. Steinmetz Hauser.
- Gruppe 12D, Reihe 2, Nr. 9: Grabmal Luschin von Ebengreuth (1807–1859). An gotische Grabplatte anklingende Gruftplatte mit Wappen und längs des Randes laufender Inschrift. Zu Häupten gotische Lichtsäule. Seltene Grabsteinform. Steinmetz Hauser.
- Gruppe 13, Gruftreihe: Grabmal Kargl. Mit kannelierten Pfeilern von Eduard Hauser.
- Gruppe 14A: Theophil Hansen: Ähnlichkeit mit Schubert-Grabmal, architektonischer Aufbau G. Niemann, plastischer Schmuck Carl Kundmann, mächtiger Felsblock Firma Hauser.
- Gruppe 14A: Camillo Sitte. Ein stelenartiger Aufbau aus Blaberger Syenit mit seinem Bronzereliefbildnis. Architektur von Siegfried Sitte, Relief von Anton Brenek. An der Ausführung waren beteiligt: Steinmetz Ed. Hauser, Kunstschlosser Schwarz, Bronzegießer Frömmel.
- Gruppe 14A, Nr. 38: Dr. Joseph Wattmann von Maëlcamp-Beaulieu (1789–1866; Arzt). Ein einfacher Stein der Firma Hauser.
- Gruppe 17H, Gruftreihe: Grabmal Wertheim. Motiv der Scheintür.
- Gruppe 32A, Nr. 42: Eduard Strauß
- Gruppe 32A, Nr. 4: Friedrich Mohs
- Gruppe 32A, Nr. 30: Johann Baptist Streicher, Andreas Streicher, Nannette Streicher. Ein Obelisk mit Lyra und Schwänen.[3]
- Gruppe 34G, Eckgruft: Grabmal Musil; romantisierende Grabkapelle Sarkophag, schöne Laternenträger. Entwurf Architekt Alexander von Wielemans.
- Gruppe 44, Eckgruft: Gruftkapelle Wessely, Kuppelbau, Gestalten u. a. Arbeiten des Bildhauers Theodor F. M. Khuen, architektonischer Entwurf Rudolf Klotz.

- Peter und Karoline Sanetty, 1885 bzw. 1897 Grabmal bez. Ed(uard) Hauser, über hohem Sockel (schwarze und rote Marmorschichten) schmales Mittelfeld mit weißem Marmorportraittondo und 2 Putten, Giebel mit Kreuzaufsatz.(im östlichen Arkadenflügel)

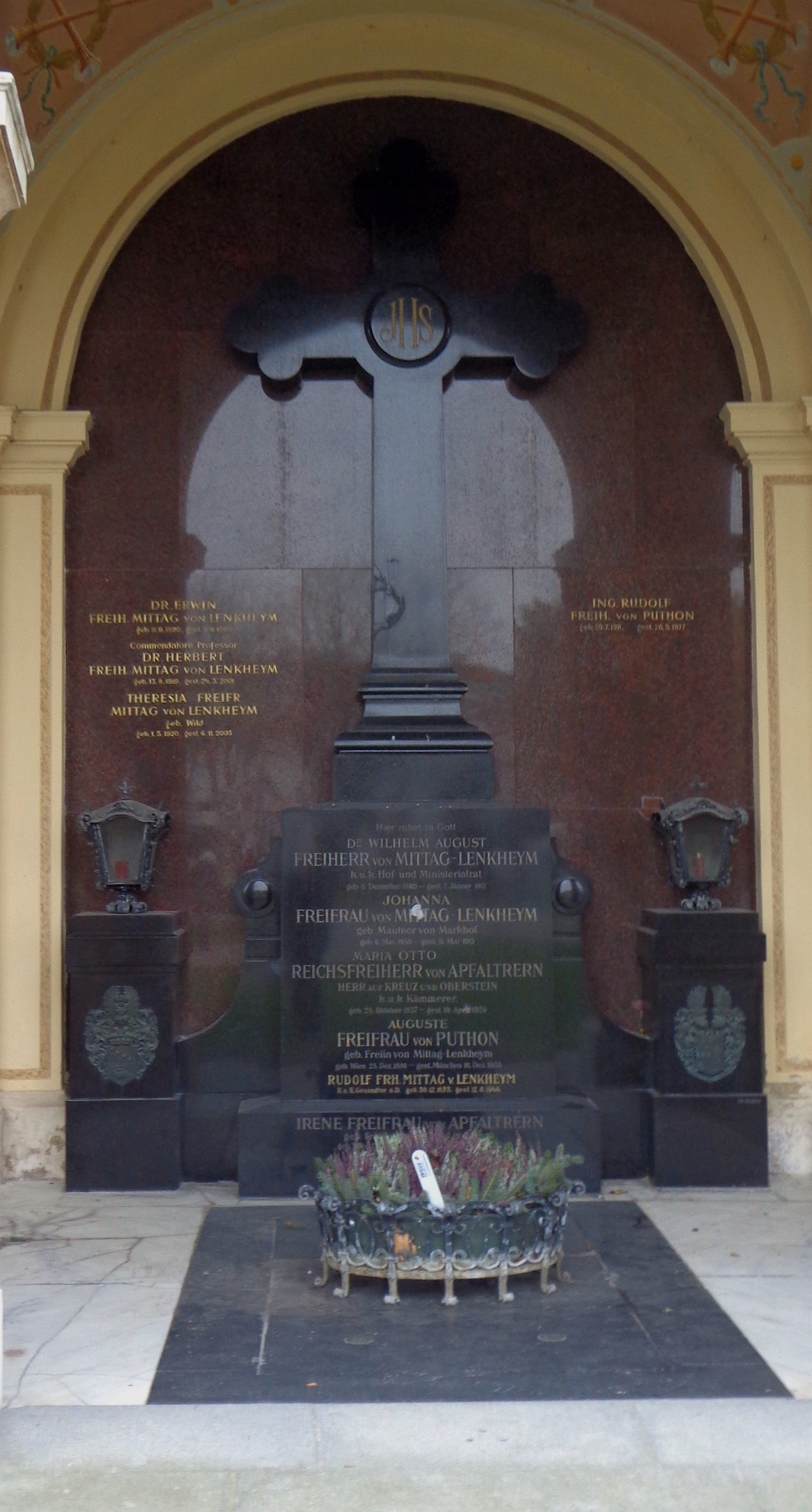
Wiener Zentralfriedhof, Alte Arkaden, Gruft Nr. 26: Grabstätte Mittag von Lenkheym

- Wilhelm August Mittag-Lenkheym, 1912, späthistoristisches Grabmal, bez. Ed. Hauser, Kreuz auf schwarzem Marmorsockel, seitlich Pylonen mit bronzenen Familienwappen und Leuchten (im östl. Arkadenflügel)
- Familie Wondrasch, 1886, späthistoristisches Wandkreuz aus schwarzem Marmor, Sitzfigur Trauernde aus weißem Marmor, bez. Ed(uard) Hauser (im westlichen Arkadenflügel)
- Franz Dingelstedt, Baron von, 1881, Gemahlin Jenny Lutzer, 1877, und Familie, Grabmal von Eduard Hauser, 3 Stelen mit Palmettenabschluß, 2 mit Reliefbüstenmedaillons von Alois Loeher (Gruppe 5A)
- Familie Spanner, neobarocker Sarkophag mit Velum, 4 Lichtsäulen, am Sockel bez. 1880, von Eduard Hauser. (in Gruppe 12 D)
- Carl Meissl, 1894, großzügige späthistoristische Grabanlage bez. Fecit (Georg) Burgstaller – Ed(uard) Hauser, k.u.k. Hof-Steinmeister – A.M. Beschorner, k.u.k. Hofmetallwarenfabrick. Polygonale Grundfläche mit Steinbalustraden-Einfriedung (Ornamentfüllungen in Bronze), auf den Zugangspfosten Puttenfiguren. Neorenaissance-Ädikula auf Postament mit seitlichen Treppen, in der Rundbogennische Bronzefigur des Stadtrates, auf den Stufen 2 sitzende Frauen in Bronze, Vasen und Leuchten, seitlich Bronzereliefs Rathaus und Ferdinandsbrücke sowie 2 Marmorsphingen. (in Gruppe 32 B)
- Musil Edler von Mollenbruck, offene romanisierende Säulenhalle in Pfeilerzaun-Einfriedung, von Eduard Hauser und Architekt Alexander von Wielemans, um 1910 (in Gruppe 34 H)
- Carl Wessely, Ritter von, Grabkapelle, erbaut 1900, bez. Architekt Rudolf Klotz und k.u.k. Hofsteinmetz Eduard Hauser. Kleiner barockisierender pavillonartiger Zentralbau mit Kuppel, 3-seitig übergiebelte Säulenportale, reiche secessionistische Bauornamentik (teilweise in Bronze); über den Eingängen Reliefs 2 wappenhaltende Knappen, Opferung Isaaks und Arme Seelen im Fegefeuer, als Kuppelbekrönung Bronzefigur weiblicher Genius, jeweils von Theodor Khuen; reiche Schmiedeeisengitter-Einfriedung. Im Inneren vegetabile Wanddekoration, am Kuppelansatz Reliefs 4 Elemente. (in Gruppe 44 A).[4]

- Grabmal für Friedrich Mohs, Mineraloge, geb. 29. Januar 1773 Gernrode, gest. 28. September 1839 Agordo (Tirol), Porträtmedaillon
- Grabmal Andreas Streicher, 1761–1833, begleitete Schiller auf der Flucht von Stuttgart nach Mannheim im Jahre 1782[5]

Alter israelitischer Friedhof, Zentralfriedhof, 1. Tor:
- Friedhofsmauer West: Familie Wilhelm Scheyer, Rundnische mit 4 geriffelten Säulen in Neorenaissance-Formen mit barockisierenden Elementen, Gruftplatte mit seitlichen Steinbegrenzungen, bez. Arch. Max Fleischer und Ed(uard) Hauser, Anfang 20. Jh.
- Gruppe 5B: Wilhelm Ritter von Gutmann, 1895, neogotisches Mausoleum, um 1892/93 von Max Fleischer und Eduard Hauser (bez.)
- Gruppe 6: Familie Eduard Wiener, Ritter von Welten, 1886, neogotisches Mausoleum, erbaut von Max Fleischer und Eduard Hauser
- Gruppe 7: Familie Marcus Engel, 1909, Mausoleum in Neorenaissance-Formen, bezeichnet Architekt Max Fleischer, Eduard Hauser, k.u.k. Hof-Steinmetzmeister, um 1892. Steil proportionierter kubischer Bau in Quadermauerwerk, mit hoher laternenbekrönter Tambourkuppel und vorgeblendeter Giebelfront mit Doppelsäulen.[6]
- Gruppe 6, Gruftreihe 29: Grabmal Sucharipa. An das Theoderich-Grabmal zu Ravenna anklingend. Architekt Max Fleischer.
- Gruppe 6, Gruftreihe 29: Grabmal Eisler von Terramare. Gotisierende Gruftkapelle.
- Gruppe 7, Gruftreihe 30: Grabmal Kranz. An lykische Grabmäler, die wieder lykischen Hausformen nachgebildet sind, erinnernd. Architekt Friedrich Schönn.
- In der Zeremonienallee am Rundplatz: Das Grabmal Taussig, in Tempelform, sucht durch prachtvolles Material zu wirken.
- Grabmal Großmann.[7]

Döblinger Friedhof:
- Gruppe XXIII, Nr. 14/1-2: Margarete von Szily (1882–1929), Grabmal von 1929, signiert Ed(uard) Hauser. Nahezu wörtliche Wiederholung eines klassizistischen Grabmaltyps.
- Gruppe VVII, Gruft 37: Bernhard Rosenthal (1847–1905). Grabmal von 1935, Bez. Ed(uard) Hauser. Dieses Monument schließt mit einem papyrosbündelförmigen Fries ab. Die senkrechten Rinnen gemahnen an den Tempeleingang (Pylon). Auch hier wieder die in den Torbogen versetzte Tafel mit dem Angaben über die Verstorbenen.
- Gruppe Isr. 1/44: Adolf von Sonnenthal (1834–1909). Grabmal von 1909, signiert Hauser, Relief von Hermann Klotz. Neben der porträthaften Darstellung des Verstorbenen gibt es seit der 2. Hälfte des 19. Jahrhunderts auch die Möglichkeit des symbolischen Hinweises auf dessen Leistungen, Begabungen oder Vorlieben. So hält z. B. der Putto an der nachhistoristischen, in quattrocentesken Formen gehaltenen Ädikula des Grabmals Sonnenthal neben dem Wappen auch die tragische Maske als Hinweis auf den Schauspielerberuf des Verstorbenen. Auch die an zahlreichen Grabmälern dargestellten Notensysteme haben ähnliche Funktion.[8] Als eine Art moderner Muttergottheit hält die in sich versunkene weibliche Halbfigur im Lünettenfeld der reich mit Ornamentik geschmückten Stele eine brennende Fackel und ein Buch mit dem Schriftzug SEMPER VERUS in Händen.[9]

- Hietzinger Friedhof: Paul von Wasserburger, Hofbau- und Steinmetzmeister, 1903 verstorben, großes Kreuz mit Corpus[10]

### Andere Werke

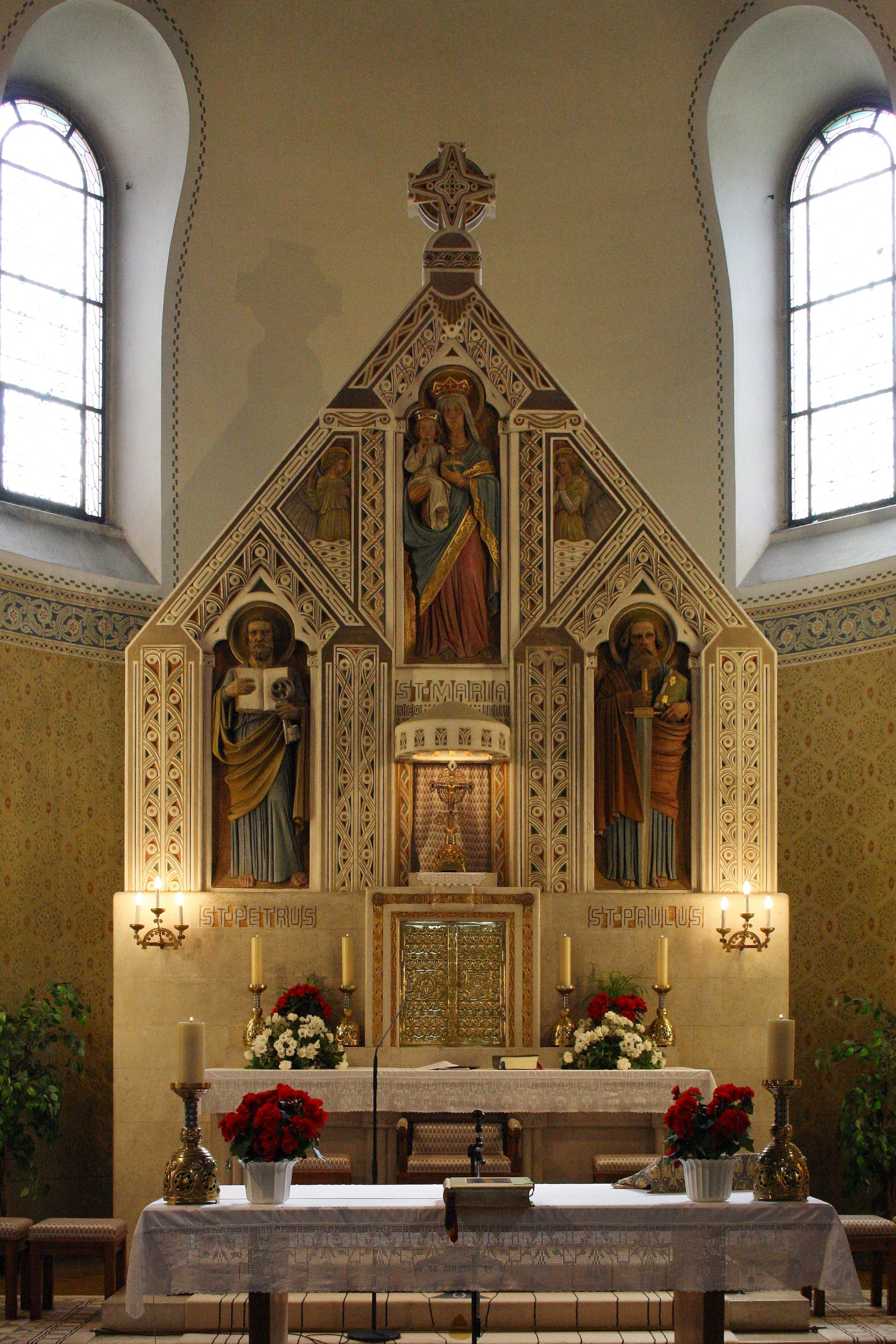
Jugendstil-Hochaltar nach Entwurf von R. Jordan

- Kaiser-Franz-Joseph-Obelisk (1888), heute Stilfser Joch
- Hochaltar der Kierlinger Pfarrkirche nach einem Entwurf von Richard Jordan (um 1912)